# Eosentomon quapawense
Eosentomon quapawense är en urinsektsart som beskrevs av Christopher Tipping och Allen 1995. Eosentomon quapawense ingår i släktet Eosentomon och familjen trakétrevfotingar. Inga underarter finns listade i Catalogue of Life.